# Untertürkheim
Untertürkheim är en stadsdel i Stuttgart i Baden-Württemberg i Tyskland. 
Untertürkheim är mest känt som hemvist för Mercedes-Benz och Daimler AG.